# SN 2004du
SN 2004du – supernowa typu II-P odkryta 12 sierpnia 2004 roku w galaktyce UGC 11683. W momencie odkrycia miała maksymalną jasność 18,40m.